# Politika u 1961.
◄◄ | ◄ | 1958. | 1959. | 1960. | 1961.  | 1962. | 1963. | 1964. | ► | ►►
Arhitektura • Astronautika • Astronomija • Biologija • Film • Fotografija • Glazba • Kazalište • Kemija • Kiparstvo • Knjige • Književnost • Kršćanstvo • Meteorologija • Medicina • Planinarstvo • Politika • Pravo • Promet • Slikarstvo • Strip • Šport • Televizija • Znanost • Zrakoplovstvo • Željeznički promet
Politika u 1961.

## Svijet

### Smrti
- 11. rujna: Niko Županič, slovenski etnolog, antropolog i političar, član Jugoslavenskog odbora (1915. – 1919.). Godine 1919. član delegacije SHS na Pariškoj mirovnoj konferenciji (* 1876.)

## Vanjske poveznice
|  | Zajednički poslužitelj ima još gradiva o temi Politika u 1961. |